# La Petite-Pierre
La Petite-Pierre település Franciaországban, Bas-Rhin megyében. Lakosainak száma 599 fő (2022. január 1.). La Petite-Pierre Erckartswiller, Eschbourg, Hinsbourg, Lohr, Neuwiller-lès-Saverne, Petersbach, Sparsbach, Struth és Zittersheim községekkel határos.

## Népesség
A település népességének változása:
| Lakosok száma | 633  | 630  | 627  | 618  | 621  | 624  | 623  | 612  | 599  |
|               | 2013 | 2015 | 2016 | 2017 | 2018 | 2019 | 2020 | 2021 | 2022 |